# Xã McMillen Coy, Quận McDonald, Missouri
Xã McMillen Coy (tiếng Anh: McMillen Coy Township) là một xã thuộc quận McDonald, tiểu bang Missouri, Hoa Kỳ. Năm 2010, dân số của xã này là 1.206 người.